# 非洲曲棍球联合会
非洲曲棍球联合会，为非洲曲棍球运动的联合组织。非洲曲棍球联合会是国际曲棍球联合会的下属协会。非洲曲联现有17个成员。

## 成员协会
- 博茨瓦纳
- 埃及
- 加纳
- 肯尼亚
- 利比亚
- 马拉维
- 摩洛哥
- 纳米比亚
- 尼日利亚
- 塞舌尔
- 南非
- 苏丹
- 坦桑尼亚
- 多哥
- 乌干达
- 赞比亚
- 津巴布韦